# Het heilige bloed en de heilige graal
Het heilige bloed en de heilige graal is een boek uit 1982 geschreven door een medewerker van de BBC, Henry Lincoln, samen met Michael Baigent en Richard Leigh, over het mysterie van Rennes-le-Château. De schrijvers baseren zich op documenten, speculatie en analyses van schilderijen (van onder anderen Nicolas Poussin) en topografische kenmerken in het landschap rond Rennes-le-Château en Montsegur.

## Inhoud
Hoewel het boek vele claims en "onthullingen" bevat, is het centrale idee dat er een geheime organisatie bestaat, de Priorij van Sion, die opgericht is door Godfried van Bouillon tijdens de Eerste Kruistocht. Het doel van deze organisatie is het veiligstellen van de heilige graal. Volgens de auteurs is de graal niets anders dan een symbool voor het nageslacht van Jezus Christus. Ze stellen dat Jezus tijdens zijn leven getrouwd was met Maria Magdalena en dat ze ook kinderen hebben gekregen. Na de kruisiging zou zij met deze kinderen naar Zuid-Frankrijk zijn gevlucht, alwaar haar nageslacht de basis vormde van de eerste koninklijke dynastie van Frankrijk, de Merovingen.
De heilige graal (in het Oudfrans Sangreal) zou de aanduiding zijn voor het nageslacht van Jezus: Sangreal is niet San Greal (heilige graal), maar Sang Real (koninklijk bloed).
Hoewel de Merovingen door de Karolingen zijn afgezet, zou het "koninklijke bloed" toch doorgegeven zijn, met als een directe afstammeling Godfried van Bouillon. Deze zou in Jeruzalem de Tempeliers en de Priorij van Sion hebben opgericht om het geheim van de graal te bewaren. Volgens Lincoln, Baigent en Leigh is deze priorij door de eeuwen heen blijven bestaan, met illustere grootmeesters als Leonardo da Vinci en Isaac Newton.

## Historische onderbouwing en kritiek
De bewijzen die de auteurs hadden voor het bestaan van deze priorij bestonden uit een serie pamfletten en documenten uit de Bibliothèque Nationale te Parijs. Later bleek echter dat al deze zogenaamde dossiers secrets vervalsingen waren, gemaakt door een zekere Pierre Plantard. De stelling dat er een priorij is die sinds de Middeleeuwen heeft bestaan en het geheim van heilige graal bewaart, blijkt dus op onwaarheden te zijn gestoeld. Lincoln c.s. maken in Het heilige bloed (...) en in het vervolg De tweede messias overigens al uitgebreid melding van deze Plantard, waarbij ze laten doorschemeren dat diens verhalen met een korreltje zout moeten worden genomen. Henry Lincoln heeft er in interviews altijd de nadruk op gelegd dat hij zelf niet noodzakelijk gelooft in de beweringen die in Het heilige bloed (...) worden gedaan maar dat hij ze als een fascinerende hypothese beschouwt.
Serieuze historici hebben over het algemeen minder geduld met de materie uit het boek. Het wordt door hen als onzin afgedaan.
Het boek heeft veel stof doen opwaaien door het gevoelige onderwerp en is in sommige landen verboden. Het heilige bloed en de heilige graal is de inspiratiebron geweest van vele schatzoekers, die de vermeende schatten van de Katharen of de tempeliers probeerden te vinden.
De plot van de bestseller De Da Vinci Code van Dan Brown is een bijna exacte kopie van het centrale idee van Het heilige bloed (...). Dit wil niet zeggen dat Brown het idee van deze schrijvers heeft "gestolen", want het idee is al tientallen jaren oud en er zijn al tientallen verhalen over dit thema geschreven. Niettemin vormde het aanleiding tot een rechtszaak, waarbij Brown werd vrijgesproken van de plagiaatbeschuldiging.